# Johann Wilhelm Zanders (Papierfabrikant, 1795)

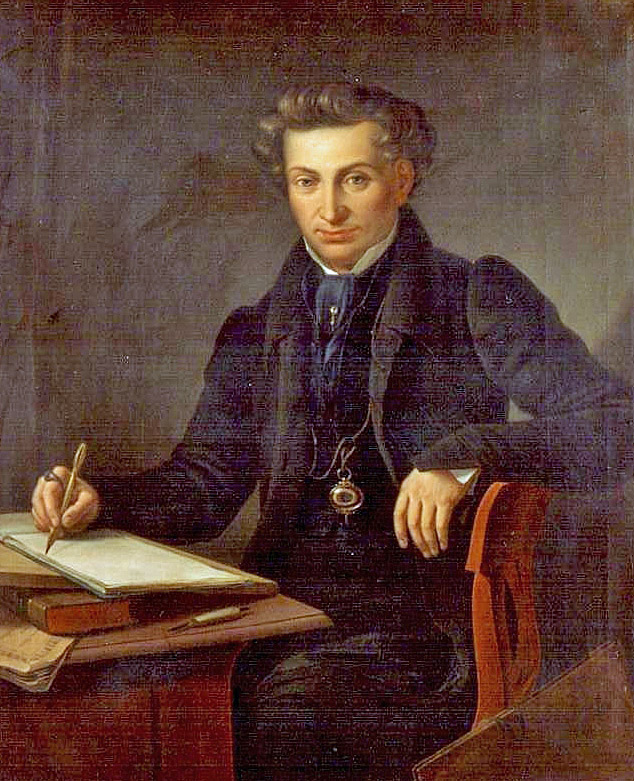
Gemälde von Johann Wilhelm Zanders

Johann Wilhelm Zanders (* 12. Januar 1795 in Düsseldorf; † 4. September 1831 in Bergisch Gladbach) war ein deutscher Unternehmer und Papierfabrikant. Er war der Gründer der Firma J. W. Zanders.

## Leben
Johann Wilhelm Zanders stammte aus der evangelischen Düsseldorfer Unternehmerfamilie Zanders, deren männliche Mitglieder seit langem akademischen Berufen angehörten. Sein Vater Johann Wilhelm Gottfried Zanders war Erster Stadtmedikus und Medizinalrat in der bergischen Residenzstadt. Er bestimmte, dass Zanders nach dem Abitur zunächst eine praktische Vorbereitung in der Forstwirtschaft bei dem Forstrat Andreae in Köln antrat. Es folgte ab 12. Mai 1816 ein Studium der Staatswissenschaften in Göttingen für drei Semester. Zum Wintersemester 1817 siedelte er für ein Studium der Forstwissenschaften nach Marburg um. Nach dessen Abschluss begann er seine praktische Tätigkeit bei der Oberförsterei Königsforst in Bensberg (zu dieser Zeit noch selbständige Gemeinde). Später heiratete er Julie Müller, die Tochter des Papierfabrikanten Gustav Müller aus der Dombacher Mühle, das heutige Papiermuseum Alte Dombach, in Bergisch Gladbach (zu dieser Zeit noch nicht mit Bensberg verbunden).

## Der Kunstsammler und Unternehmer
Schon während seines Studiums zeigte sich sein großes Interesse an Buchauktionen und dem Erwerb von teuren Kupferdruckwerken. Bereits in seiner Bensberger Zeit kaufte er Grundstücke und Häuser in Bergisch Gladbach an, die sein Onkel Hofrat Fauth veräußerte, um den Niedergang seiner Papiermühle zu steuern. 1822 siedelte er als freier Gewerbetreibender nach Bergisch Gladbach um, nachdem er dort zwei weitere Gütchen gekauft hatte. Am 16. Juli 1824 gründete er mit dem Sohn seines Onkels, Gottfried Fauth, die neue Firma Fauth & Zanders in der Schnabelsmühle. Seine erste Betätigung bestand darin, ein Laboratorium und ein hohes Trockenhaus nach russischem Muster zu bauen. Die Einführung einer doppelten Buchführung, eine jährliche Bestandsaufnahme und Legung der Abschlussrechnungen zeigte auch den Kaufmann in ihm. Mit dem Tod von Gottfried Fauth am 11. Februar 1829 löste sich das Unternehmen wieder auf. Rasch entschlossen übernahm Zanders den Anteil von Fauth und gründete am 28. Juli 1829 die Papierfabrik J.W. Zanders.